# Thuốc nhuộm chỉ thị nước tiểu
Thuốc nhuộm chỉ thị nước tiểu là một chất giả định được cho là có thể phản ứng với nước tiểu nhằm tạo thành một đám mây màu trong hồ bơi hoặc bồn tắm nước nóng, do đó cho biết vị trí của những người đang đi tiểu khi họ ở dưới nước. Một báo cáo năm 2015 của Tổ chức Hồ bơi Quốc gia gọi đây là "câu chuyện huyễn tưởng về hồ bơi phổ biến nhất mọi thời đại", với gần một nửa số người Mỹ được các nhà nghiên cứu khảo sát tin rằng loại thuốc nhuộm này có tồn tại.
Nước tiểu rất khó phát hiện vì nhiều hợp chất tự nhiên có trong nước tiểu không ổn định và phản ứng tự do với các chất khử trùng thông thường, chẳng hạn như chlor, tạo ra một số lượng lớn các hợp chất sản phẩm phụ khử trùng (DBP) từ các hóa chất hữu cơ ban đầu trong nước tiểu.
Tin đồn về nguồn gốc của thuốc nhuộm chỉ thị nước tiểu ít nhất đã có từ năm 1958, và câu chuyện này thường được các bậc cha mẹ kể cho trẻ nghe vì họ không muốn chúng đi tiểu trong hồ bơi. Cuốn tiểu sử năm 1985 của Orson Welles mô tả ông từng sử dụng loại thuốc nhuộm này như một phần của một trò chơi khăm vào năm 1937.